# Padma Čhöling
Padma Čhöling (tibetsky པདྨ་འཕྲིན་ལས་, čínsky 白玛赤林, pchin-jinem Báimă Chìlín, anglicky Padma Choling, * 1952 Dengčen, prefektura Čhamdo) je tibetský politik, člen Komunistické strany Číny od roku 1970.
Narodil se v nevolnické venkovské rodině ve východním Tibetu, v sedmnácti letech vstoupil do čínské armády, kde sloužil až do roku 1986, kdy začal působit jako funkcionář tibetské samosprávy. Roku 2003 se stal místopředsedou vlády Tibetské autonomní oblasti a poté, co v roce 2008 osvědčil organizační schopnosti při likvidaci následků zemětřesení v okrese Damšung, byl v lednu 2010 zvolen předsedou vlády. Tuto funkci zastával do roku 2013, kdy ho nahradil Losang Gjalcen a Čhöling se stal předsedou tibetského Lidového kongresu (parlamentu). Roku 2012 byl zvolen do Ústředního výboru Komunistické strany Číny.
Je znám jako tvrdý zastánce oficiální čínské politiky vůči Tibetu a odpůrce dalajlámy Tändzina Gjamccha. Ve svých vystoupeních klade důraz na stabilitu, jednotu čínského státu a ekonomický rozvoj. Dalajlámův návrh, že by vzhledem ke komplikované politické situaci jeho nástupce neměl být vybrán tradičním procesem reinkarnace, ale raději volbou, označil Čhöling za znesvěcení buddhismu.